# Jelita (herb szlachecki)
Jelita – polski herb szlachecki, noszący zawołania Jelita i Nagody. Wzmiankowany w najstarszym zachowanym do dziś polskim herbarzu, Insignia seu clenodia Regis et Regni Poloniae, spisanym przez historyka Jana Długosza w latach 1464–1480. Jelita jest jednym z 47 herbów adoptowanych przez bojarów litewskich na mocy unii horodelskiej z 1413 roku.
Herb występował głównie w ziemi brzeskiej, krakowskiej, sandomierskiej, sieradzkiej, łęczyckiej, poznańskiej i na Mazowszu. Spośród najbardziej znanych rodów pieczętujących się herbem Jelita, należy wymienić Zamoyskich i Czeczelów.
Jelity używał też Ignacy Jan Paderewski.

## Opis herbu

### Opis historyczny

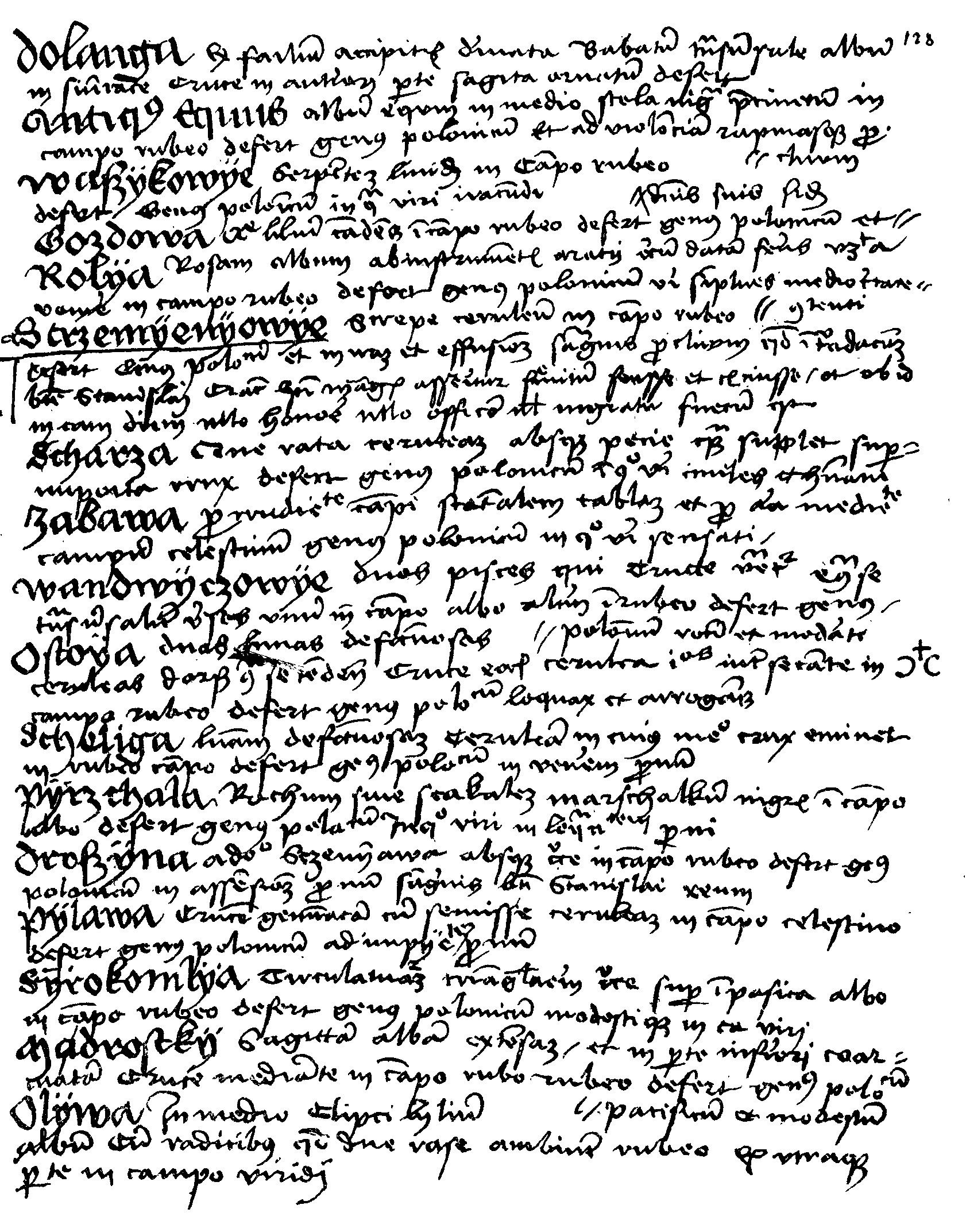
Jedna ze stron manuskryptów Jana Długosza, zawierająca opisy polskich herbów

Jan Długosz (1415–1480) blazonuje herb i opisuje herbownych następująco:

Koschlya Rogy alias Gyelyta, tres lanceas transversales in campo rubeo defert. Ex Polonia genus ortum. Huius quidem miles strenuus Florianus Sary dum in prelio, propter Wladislaum Loketek ad Plowcze cum Cruciferis habito, animose pugnans in ventre transfossus, viscera, altera die in palestra iacens, rege inspectante tractaret, iussu regis sublatus et reintegratus, familie sue alterum nomen Gelyta indidit. In qua viri modesti, canum et in venacione studiosi.

Po przetłumaczeniu:

Koźle Rogi inaczej Jelita, trzy poprzeczne włócznie w polu czerwonym nosi. Ród zrodzony w Polsce. Z niego waleczny żołnierz, Florian Szary, w bitwie za Władysława Łokietka pod Płowcami został przebity w brzuch, kiedy odważnie walczył z krzyżowcami, a nazajutrz leżał w gimnazjum i leczył swoje rany, kiedy to spostrzegł go król, wtedy został zabrany i wyleczony z jego rozkazu, a następnie otrzymał wraz z rodziną inne imię, Jelita. W rodzinie tej byli skromni mężowie, i miłośnicy psich polowań.

Kasper Niesiecki blazonuje herb następująco:

(...) trzy kopie złote czy żółte, ułożone na kształt gwiazdy w czerwonem polu, tak że dwie pobocznie końcami i ostrzem do góry wyrychtowane, średnia na dół prosto końcem, nad hełmem pół kozła wyskakującego, nogi przednie do góry wyniósł, w prawą tarczy obrócony, z rogami na głowie.

### Opis współczesny
Opis skonstruowany współcześnie brzmi następująco:
Na tarczy w polu czerwonym dwie kopie w krzyż skośny, złote, na nich takaż trzecia na opak w słup.
W klejnocie pół kozła wspiętego, srebrnego z czarnymi rogami.
Labry herbowe czerwone, podbite srebrem.

## Geneza

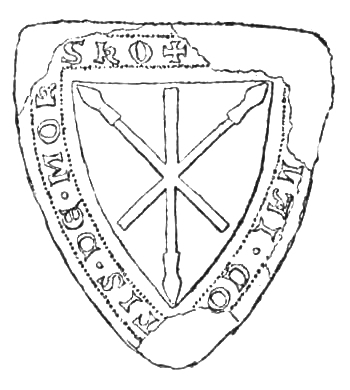
Pieczęć Tomisława z Mokrska

### Najwcześniejsze wzmianki
Jeden z najstarszych herbów polskich. Pierwszy wizerunek zachował się na pieczęci Tomisława z Mokrska z 1316 roku. Najstarszy zapis pochodzi z 1398 roku.
Inne źródła podają, że na tarczy znajdują się nie kopie, ale włócznie. Fryz heraldyczny w ufundowanej przez Wierzbiętę z Paniewic, starostę generalnego Wielkopolski (1352–1369), kaplicy w klasztorze w Lądzie przedstawia herb Jelita jako trzy nieskrzyżowane włócznie – środkowa w słup, pozostałe w skos lewy i prawy, ostrzami do góry.
Najwcześniejsze lokalne źródło heraldyczne wymieniające ten herb to wspomniane już wcześniej Insignia seu clenodia Regis et Regni Poloniae, datowane na lata 1464–1480. Autorem tego dzieła jest polski historyk, Jan Długosz.
W wyniku unii horodelskiej w 1413 przeniesiony na Litwę.

### Etymologia
Forma Jelita może być interpretowana jako forma fleksyjna genetivus singularis lub nominativus pluralis (mianownik w liczbie mnogiej) od podstawowej postaci Jelito, nie można tego rozstrzygnąć na podstawie kontekstów źródłowych. Wczesne pojawienie się pieczęci (1316), jak i zapisów poświadczających nazwę osobową Jelito przeczy podaniu Długosza, jakoby herb wyobrażający trzy włócznie oraz zawołanie Jelita miały być nadane Florianowi Szaremu, rannemu w bitwie pod Płowcami w 1331 roku.

### Legendy herbowe
Jan Długosz, Kronika Polska:

Początek historii herbu według jednej z najsłynniejszych polskich legend przyjęty jest na 1331 rok gdy, 27 września pod Płowcami, Władysław Łokietek czterdzieści tysięcy zbił Krzyżaków tak, że z jego ludzi czterdziestu tylko i kilku na placu legło, a nazajutrz objeżdżał pobojowisko, między trupami polskimi napadł na jednego swego rycerza Floriana Szaryusza (Floriana Szarego), który mężnie w tej batalii potykając się, wiela ranami zwątlony, jelita swe własną reką we wnętrzności tłoczył. Ujrzawszy to Król, z politowaniem rzekł do swoich; „O, jaką ten zacny żołnierz ponosi mękę”. Na co on sił ostatnich prawie dobywszy odpowiedział: „nie tak mie to dolega i trapi, co widzisz Królu, jako zły sąsiad w jednej ze mna wiosce mieszkąjacy”. „Nie turbuj się”, prawi, „jeżeli wynidziesz z tego razu, uwolnię cię od sąsiedzkiej niewoli”. Jakoż i uwolnił go Łokietek i pańsko udarował. Niektórzy rozumieją, że wtenczas ojczysty jego herb kozła na hełm wyniósł, a trzy kopie, którymi go przeszytego widział, na tarczy osadził.

Bartosz Paprocki, Gniazdo cnoty:

Ten zacny król z Krzyżaki, gdy bojował mężnie

A dawał im na wszystkim odpór dość potężnie,

U Połowcz wsi, wojsko ich poskromił niemałe

A popsował nadęte myśli ich zuchwałe.

Nazajutrz po boisku onym król jeżdżący

Ujźrzał rycerza swego głowę podnoszący.

Trzema drzewy przebity był, zarazem rzecze:

Równa męka nie może być takowej męce.

On rycerz odpowiedział: więtsza męka jeszcze,

Gdy zły sąsiad w jednej wsi, co się zgadzać nie chce.

Spytał król: możesz być żyw, ja przyrzekam tobie,

Sąsiada mieć nie będziesz ku przekazie sobie.

Odjeżdżając kazał go swym barwierzom leczyć

A one drzewa z niego tym prędzej wykręcić.

Wacław Potocki, Wojna Chocimska:

Dlatego w żadnym u mnie nie jest dziwowisku,

Że on szary Florian na pobojowisku

Gdy w się pchał wytoczone jelita na ziemię,

Łokietkowi królowi odpowiedział, że mię

Barziej boli zły sąsiad w mej wiosce niźli ta

Rana, przez którą ze mnie wypadły jelita!

Stąd Jelita Zamoyskich, trzy złożone groty,

Wieczna pamiątka, wieczny charakter ich cnoty;

Które się z Księżycem Wiśniowieckich zdarzą,

Na królewskim je tronie Polacy posadzą:

Więc do zgody sąsiedniej Orła i Pogonie,

Te, co ich sąsiad mierział, Jelita w koronie.

W beletrystyce legendę o pochodzeniu tego herbu literacko przekazuje za Długoszem Józef Ignacy Kraszewski w powieści Jelita. Powieść herbowa z roku 1331 (1881).

## Herbowni

### Lista Tadeusza Gajla
Lista herbownych w artykule sporządzona została na podstawie wiarygodnych źródeł, zwłaszcza klasycznych i współczesnych herbarzy. Należy jednak zwrócić uwagę na częste zjawisko przypisywania rodom szlacheckim niewłaściwych herbów, szczególnie nasilone w czasie legitymacji szlachectwa przed zaborczymi heroldiami, co zostało następnie utrwalone w wydawanych kolejno herbarzach. Identyczność nazwiska nie musi oznaczać przynależności do danego rodu herbowego. Przynależność taką mogą bezspornie ustalić wyłącznie badania genealogiczne.
Pełna lista herbownych nie jest dziś możliwa do odtworzenia, także ze względu na zniszczenie i zaginięcie wielu akt i dokumentów w czasie II wojny światowej (m.in. w czasie powstania warszawskiego w 1944 spłonęło ponad 90% zasobu Archiwum Głównego w Warszawie, gdzie przechowywana była większość dokumentów staropolskich). Lista nazwisk znajdująca się w artykule pochodzi z Herbarza polskiego, Tadeusza Gajla (550 nazwisk). Występowanie na liście nazwiska nie musi oznaczać, że konkretna rodzina pieczętowała się herbem Jelita. Często te same nazwiska są własnością wielu rodzin reprezentujących wszystkie stany dawnej Rzeczypospolitej, tj. chłopów, mieszczan, szlachtę. Jest to jednakże dotychczas najpełniejsza lista herbownych, uzupełniana ciągle przez autora przy kolejnych wydaniach Herbarza. Tadeusz Gajl wymienia następujące nazwiska uprawnionych do używania herbu Jelita:
|  | Agewski, Ajewski, Alkiewicz, Anszeński, Antonowicz, Aszeński, Badyński, Balowicz, Barczkowski, Białecki, Białocki, Białowiecki, Bielawski, Bielczewski, Bielski, Biesiad, Biesiadecki, Biesiadowski, Biesiadzki, Bilczewski, Bilczowski, Bliżyński, Bobrykiewicz, Boglewski, Bogurski, Bohyła, Bonin, Borzemski, Borzobohaty, Borzyński, Brodecki, Bukowiński, Bury, Buszkowski, Chaiński, Chilchen, Chlebowicz, Chorążyna, Chuchrowski, Cielimoński, Cielimowski, Cielmowski, Cieluśnicki, Cieskanowski, Cieszanowski, Czeczel, Czeczela, Czeluściński, Czerkas, Czerkaski, Czerkawski, Czerkies, Czermieński, Czermiński, Czerniński, Czerszyński, Czerwakowicz, Czop, Czubka, Dąbrowski, Dembowski, Derkaczowski, Dębowski, Dobrożyński, Dobryński, Dobrzyński, Dobuchowski, Drozdowski, Drożewski, Dubowieski, Duranowski, Dyss, Dziadowski, Dziaduski, Działowski, Dzibałtowski, Dziduski, Dziebałtowski, Dzieciątkowski, Dziewałtowski, Dziugłowski, Dziwisz, Dzyryt, Faliński, Fanuel, Francuzewicz, Francuzowicz, Gajewicz, Gajewski, Gawin, Gawlikowski, Gawłowski, Gąska, Gdeszycki, Gedytt, Gerdut, Gielitko, Gierdud, Gierecki, Giertut, Gierzyński, Gieszyński, Gintowt-Dziewałtowski, Girzyński, Glora, Głowa, Głowacki, Głowaczewski, Głupiecki, Godell, Godzianowski, Godziewski, Godziński, Goliszewski, Gołocki, Gomoliński, Goniprowski, Gorlewski, Gorliwski, Halczyniecki, Hałoski, Hałowski, Held, Helt, Homolicki, Idaszewski, Idzelewicz, Idzellewicz, Inowłodzki, Iskrzycki, Iwonia, Jabłoński, Jacewicz, Jackiewicz, Jagiełłowicz, Jajkowski, Jakliński, Jakowicki, Jakowicz, Jakowiecki, Jaksztowicz, Janicki, Jankiewicz, Jankowski, Jarosławski, Jasieński, Jasiński, Jaworski, Jaykowski, Jazdowski, Jekliński, Jelita, Jelitko, Jelitowski, Jerzbutowicz, Kaczorowski, Kaleński, Kalina, Kalino, Kaliński, Kaliski, Kalisz, Kałowski, Kamisowski, Kamocki, Kamyszowski, Kaufman, Kędzierzyński, Kępiński, Kicki, Kisielewski, Kliszewski, Kliszowski, Kliziński, Kluszczyński, Kmita, Knyszyński, Kobielski, Kochlewski, Kolbrzyński, Kołyszka, Kołyszko, Komornicki, Konstantynowicz, Kopijewicz, Koprzywnicki, Korytko, Korytkowski, Korytnicki, Korytowski, Korzyński, Kosowski, Kossowski, Koślarowski, Kotlicki, Kowalowski, Koziarowski, Kozielecki, Kozierowski, Koziołkowski, Koziołowski, Koźlarowski, Koźloróg, Kórzyński, Kraiński, Krasieński, Krasowski, Krassowski, Kropiński, Kropiwnicki, Krzęcki, Kuczyński, Kuncewicz, Kusiecki, Kwiatkiewicz, Kwiatkowicz, Lapczyński, Lasochowski, Lasota, Lassochowski, Lassota, Leniecki, Lganowski, Libicki, Libidzki, Litosławski, Litwinowicz, Litwiński, Lneżeliński, Lochiński, Lochński, Lochyński, Lubecki, Lubicki, Luczeliński, Luczyliński, Luczywiński, Ludkiewicz, Lutkiewicz, Lutkowicz, Lutosławski, Lutostański, Lutoszewski, Łańczyński, Łapczeński, Łapczyński, Łapiński, Łaziński, Łaźnicki, Łaźniński, Łażnicki, Łażniński, Łącki, Łęcki, Łochański, Łochiński, Łochyński, Łodygowski, Łodykowski, Łohyński, Łotocki, Łuczeliński, Łuczyleński, Łuczywiński, Łukiewicz, Łukowicz, Łukowski, Machnicki, Madurowicz, Majeranowski, Majkowski, Makowski, Makułowicz, Malecki, Maljewski, Małecki, Marcinkowski, Marowicki, Martynowski, Marzęcki, Matecki, Matkiewicz, Micewicz, Michałowski, Michaniewski, Miczewicz, Miekaniewski, Mierski, Mietelski, Minczewski, Mirski, Misiekiewicz, Misiewicz, Misiewski, Misiowski, Misiurewicz, Missiewicz, Missowicz, Mniński, Mniszek, Modrzewski, Mojaczewski, Mojkowski, Mokrski, Mongin, Moraniecki, Moraniewski, Morawicki, Morawiecki, Morawieński, Morowiński, Moroz, Morozewicz, Morozowicz, Morozsz, Moszczański, Moszczeński, Moykowski, Mrawiński, Mrowiński, Mszerewicz, Myszejko, Myszeyko, Myśliborski, Myślicki, Neronowicz, Nieronowicz, Niewiadomski, Nowosielecki, Nurowski, Pabianowski, Pacanowski, Pachołowiecki, Padarewski, Paderewski, Pagiewski, Pajewski, Pajowski, Palski, Paprocki, Pawłowski, Peczlewicz, Peczulewicz, Pełczyski, Perlicki, Pęczycki, Pieczkowski, Pieczulewicz, Pieczykowski, Pieniążek, Pietuch, Pijakowski, Piottuch, Piotuch, Piszkowicz, Piwakowski, Plachowicz, Podgórski, Podstękalski, Podstolski, Pokrzywnicki, Poleski, Popczyński, Popławski, Postękalski, Poznański, Pozylewicz, Pratkowski, Promieński, Promiński, Promnicki, Proniewicz, Proszczyński, Przybyłowski, Pudelski, Pudłowski, Raciborowski, Raczkowski, Radogoscki, Radogoski, Radoszkowski, Rafalski, Raj, Rajczenko, Rajski, Rampalski, Ray, Rayski, Remiesz, Remiszewski, Remiszowski, Reszczewski, Romaszewski, Romer, Romiszewski, Romiszowski, Rosowski, Rospąd, Rospęd, Rozdziałowski, Rozniecki, Rozpąd, Rożniecki, Rożnowski, Rudlicki, Rychcicki, Rychczycki, Rykaczewski, Rymgayło, Rymgayłowicz, Rzepliński, Sadowski, Salecki, Sancygniowski, Saryusz, Sczerbic, Sczukocki, Secygniewski, Secygniowski, Sędzigniewski, Sieliski, Sielnicki, Sietecki, Silnicki, Skarbek, Skąpski, Skępski, Skierko, Skokocki, Skokowski, Skorkowski, Skórkowski, Skrzynicki, Skrzyniecki, Slowiński, Sławianowski, Słupski, Sokolnicki, Sokołowicz, Sołowicki, Stanowski, Staropis, Stawirejski, Staworski, Stawowski, Stokowski, Strumecki, Strumieński, Strus, Struś, Strzałkowski, Strzeszkowski, Suchoczaski, Sudimont, Sudkiewicz, Sudymont, Sudywoj, Swarpłowicz, Swieczyk, Sypniewski, Sypniowski, Sypnowski, Syroczyński, Szadkowski, Szarski, Szczekocki, Szczepankiewicz, Szczepankowicz, Szczerbicz, Szczukocki, Szczurowski, Szpachiński, Szpakiński, Szpaliński, Szparkowski, Szubalski, Szydłowski, Szypieński, Tarnawski, Tarnowski, Tatarski, Tchorzenicki, Tchorznicki, Terlikowski, Tomasz, Trawiński, Trzebiatowski, Tulicki, Ul, Wałowski, Wągleszyński, Werburt, Werbut, Węchadłowski, Węgleszyński, Wieloch, Wierzejski, Wierzyński, Wikoszewski, Wikszemski, Wilczkowski, Wilkoszewski, Wilkowski, Wilner, Witkowski, Witorowicz, Witoszyński, Witowicz, Wojciechowski, Wojnowski, Wojtkiewicz, Woyciechowski, Wolski, Wolski-Saryusz, Wolszleger, Worszyło, Woźnicki, Wrzesiński, Wrzeszyński, Wrześniowski, Wyłaski, Wyrzejski, Wyrzyski, Zakrzewski, Zakrzowski, Zaleski, Zalewski, Zamojski, Zamoyski, Zarszyński, Zawisza, Zboiński, Zbojeński, Zdunowski, Zdziechowski, Zelecheński, Zielawski, Zieliński, Zieliński-Saryusz, Zurowski, Żarkowski, Żelawski, Żelecheński, Żelechowski, Żelechyński, Żelesiński, Żeleziński, Żeleżyński, Żełeżyński, Żeromski, Żurawski, Żurowski. Tadeusz Gajl, Herbarz Polski |

### Pozostałe nazwiska
Jury Łyczkowski, na swojej stronie dotyczącej heraldyki, wspomina również o nazwiskach; Antoszewski, Dziczkaniec, Dziowga, Iwaszewski, Jakutowicz, Koniuszewski, Skorobohat, Woydziewicz .

## Odmiany
| Odmiany herbu Jelita | Odmiany arystokratyczne herbu Jelita |  |

## Galeria

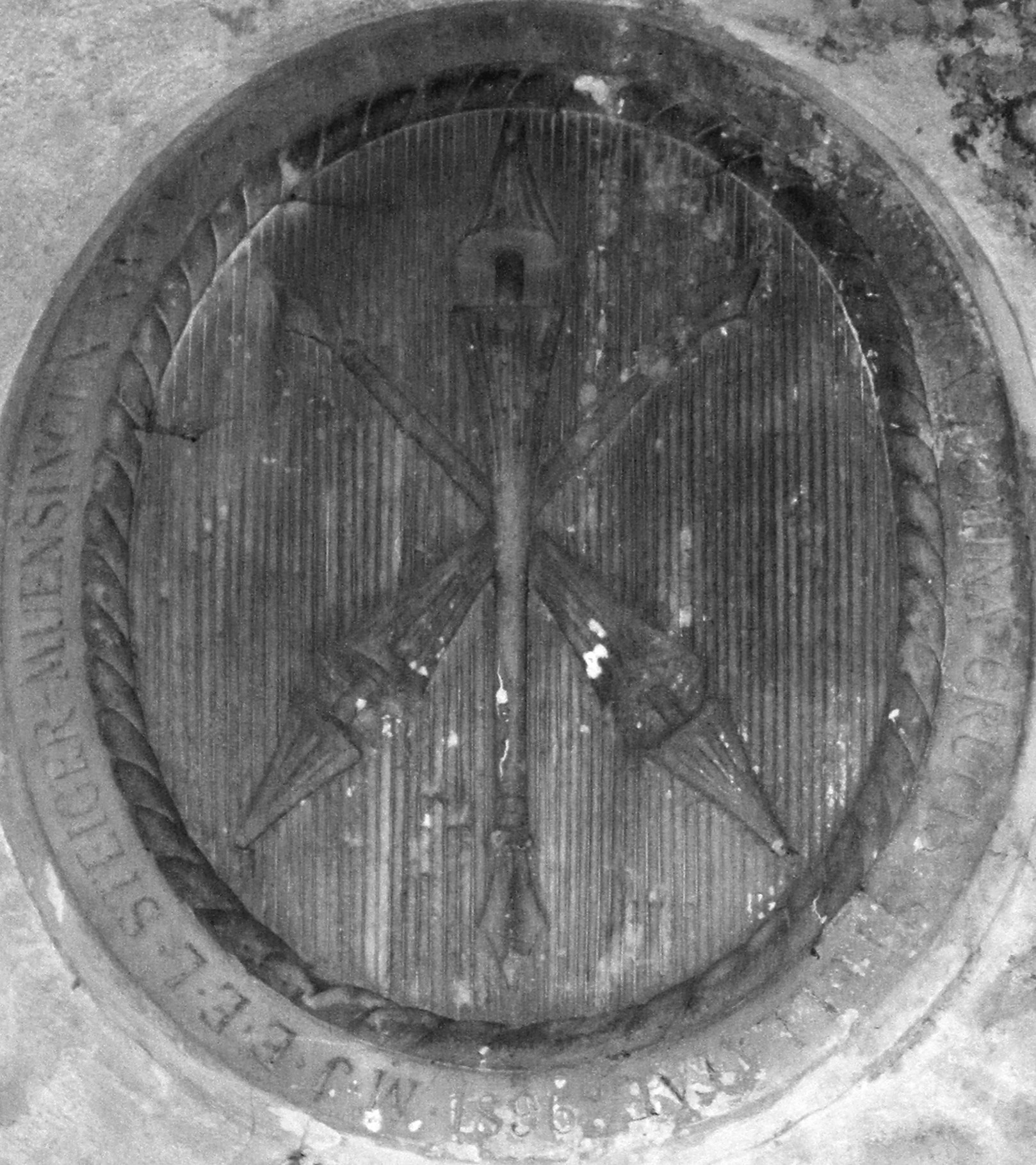
Jelita nad portalem w pałacu w Hajnej Novej Vsi
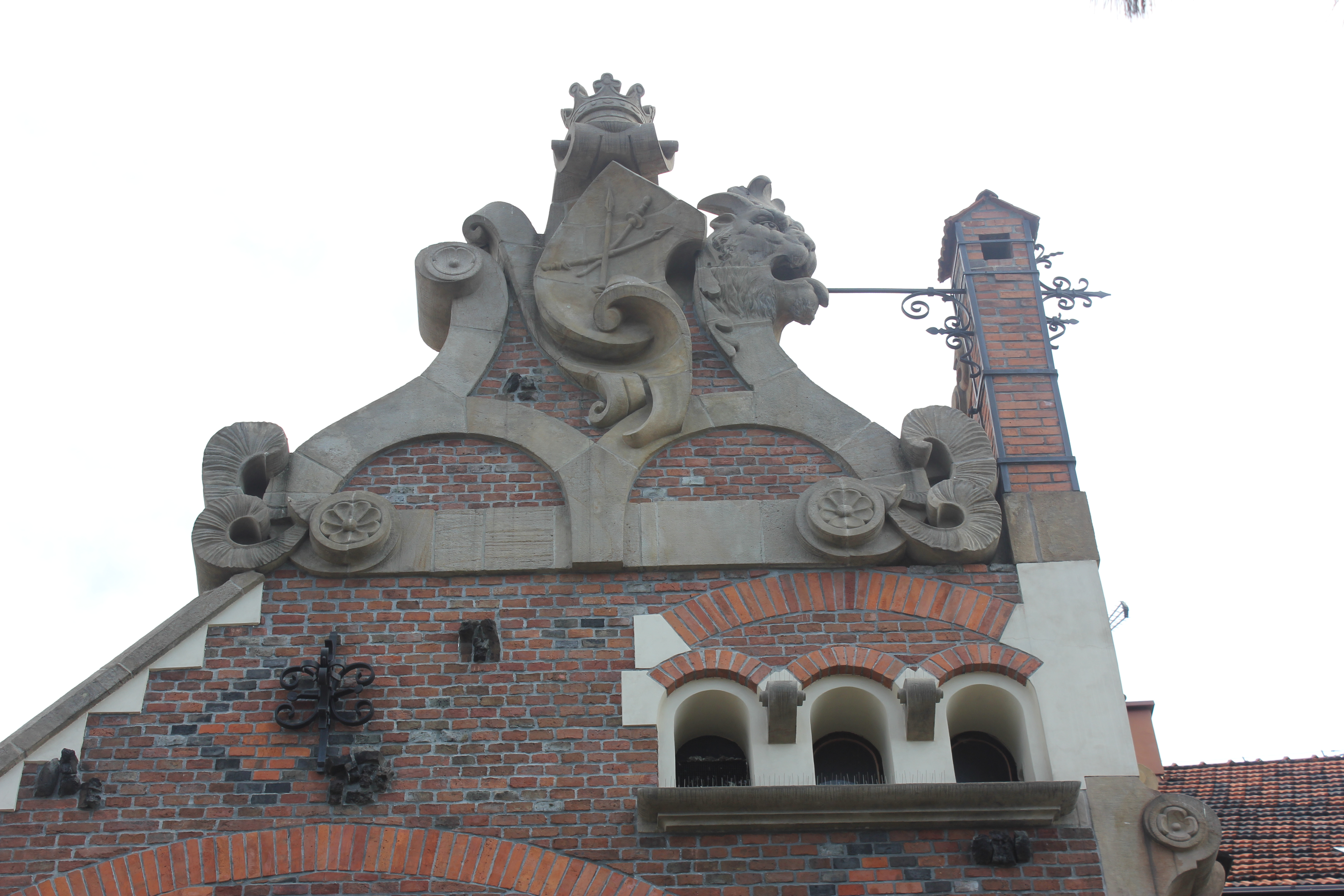
Herb Jelita na zwieńczeniu Willi pod Kozłem
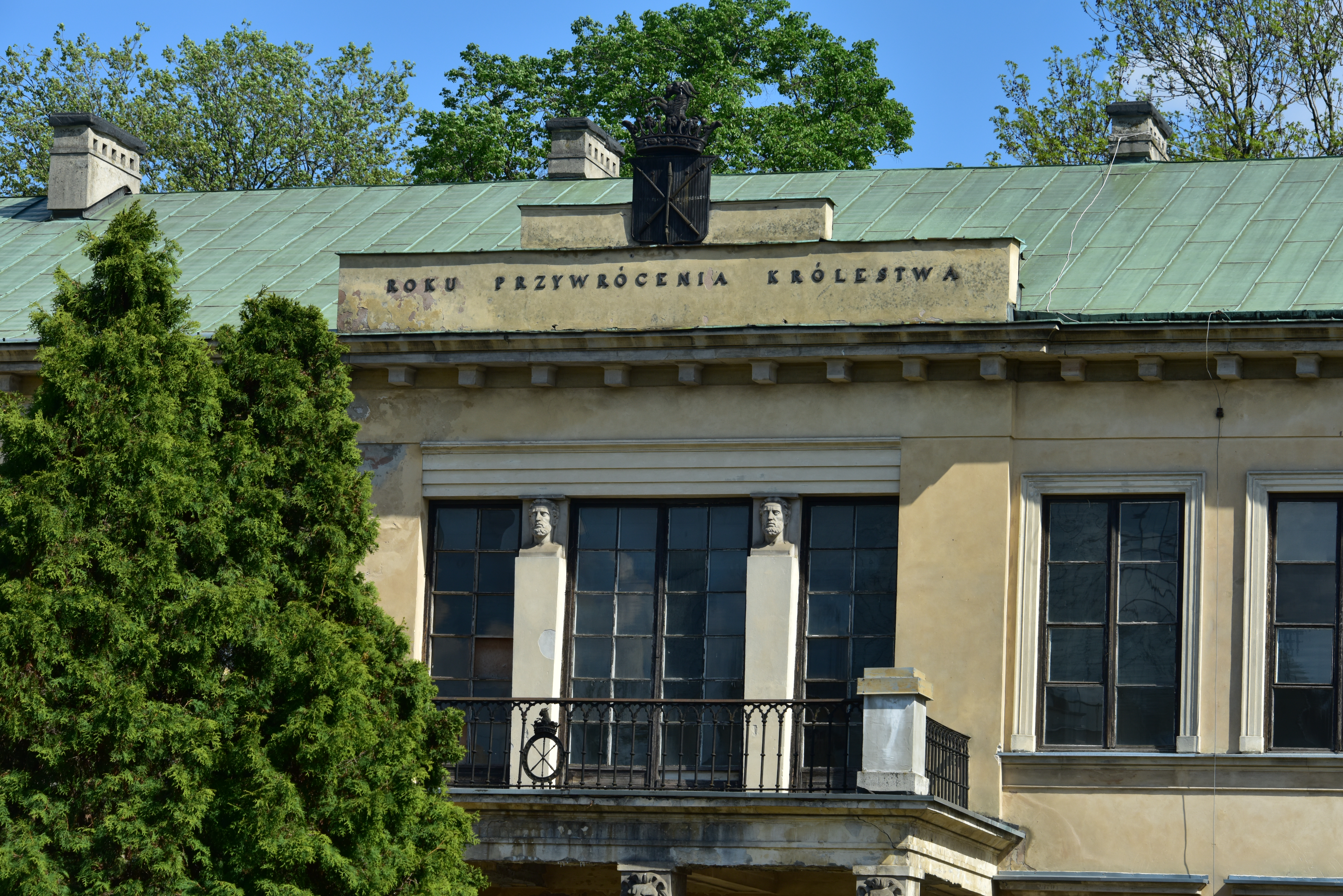
Pałac Błękitny w Warszawie, nad którym znajduje się herb
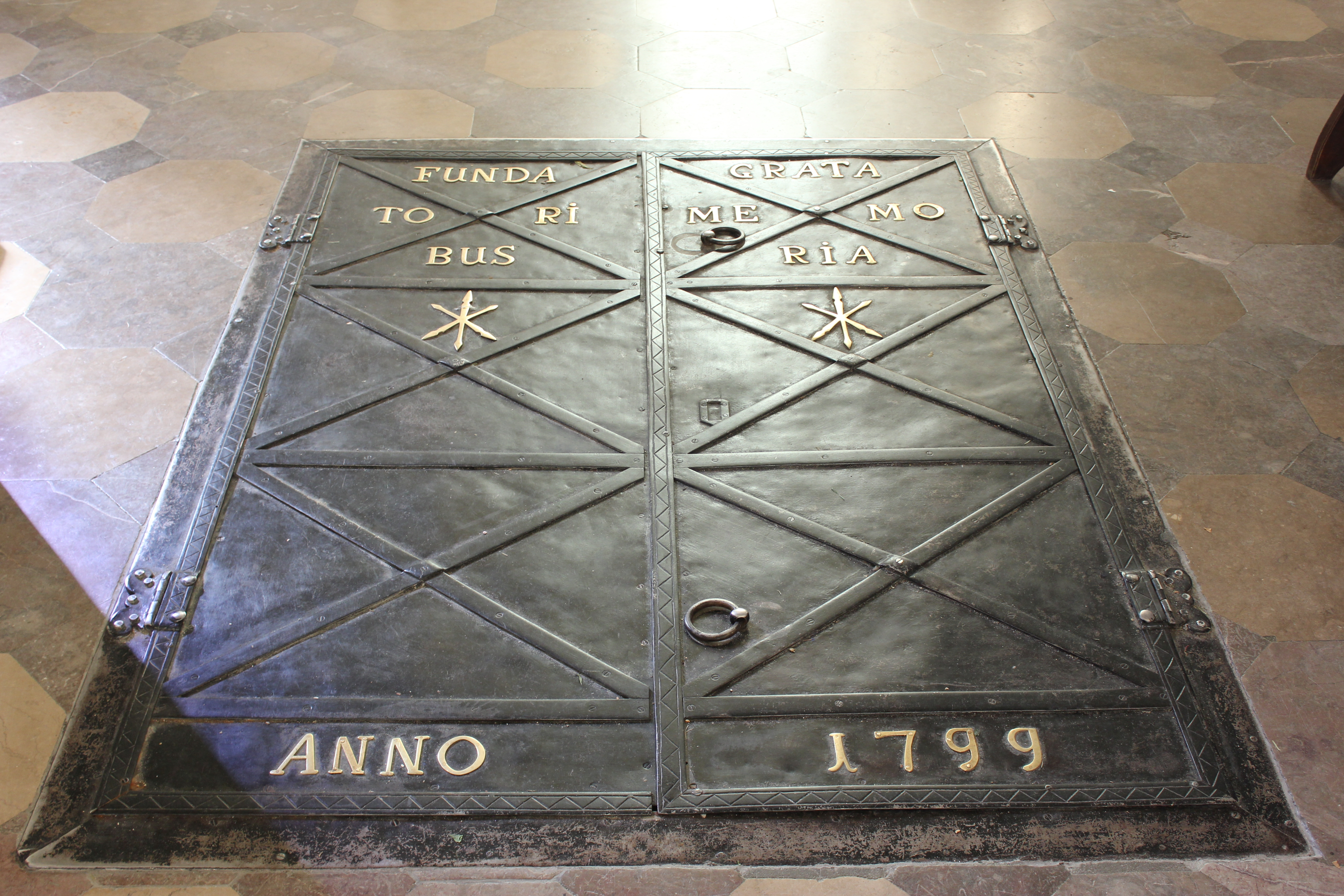
Godło herbu Jelita w katedrze zamojskiej
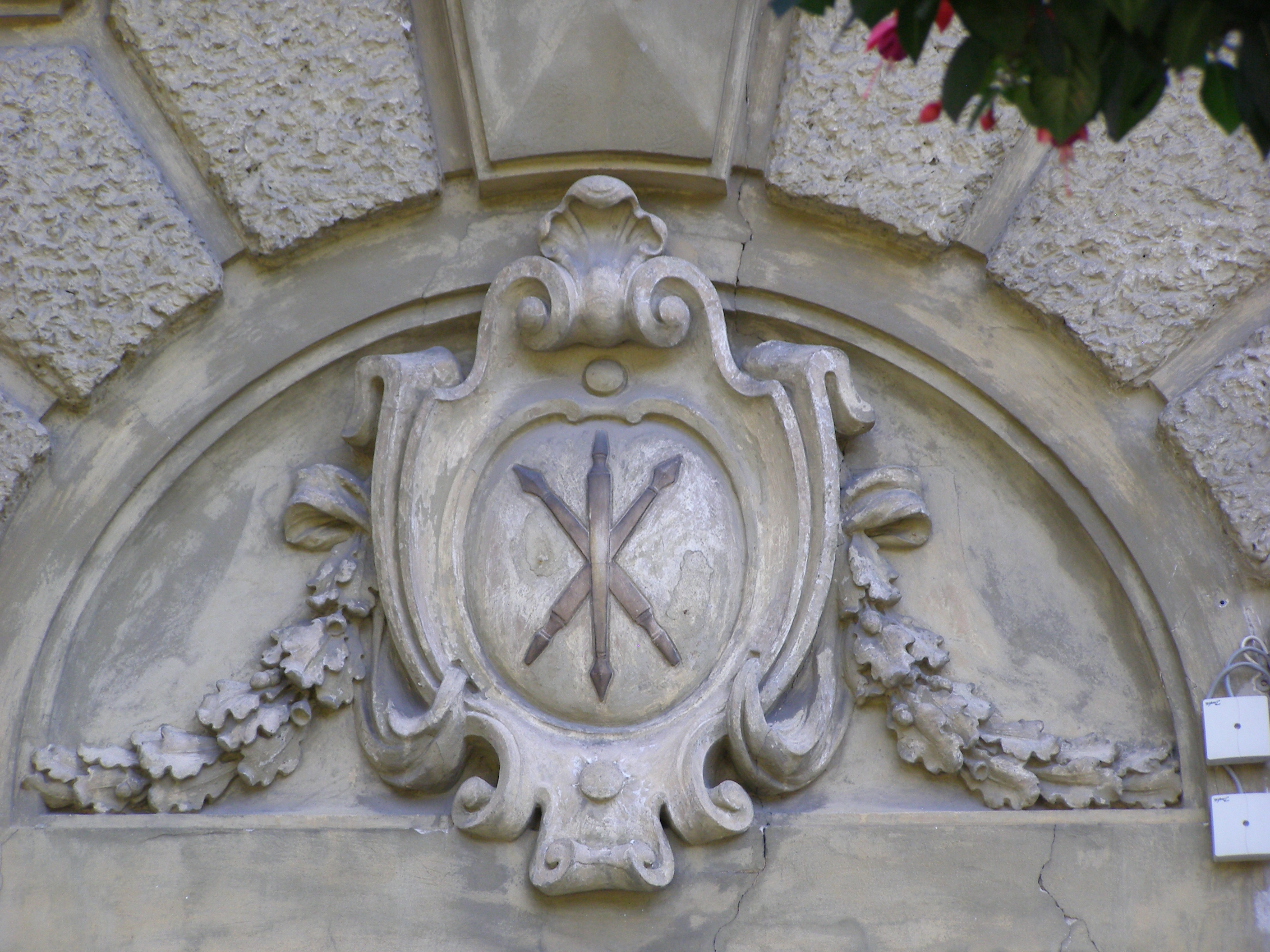
Jelita na zamku w Łańcucie
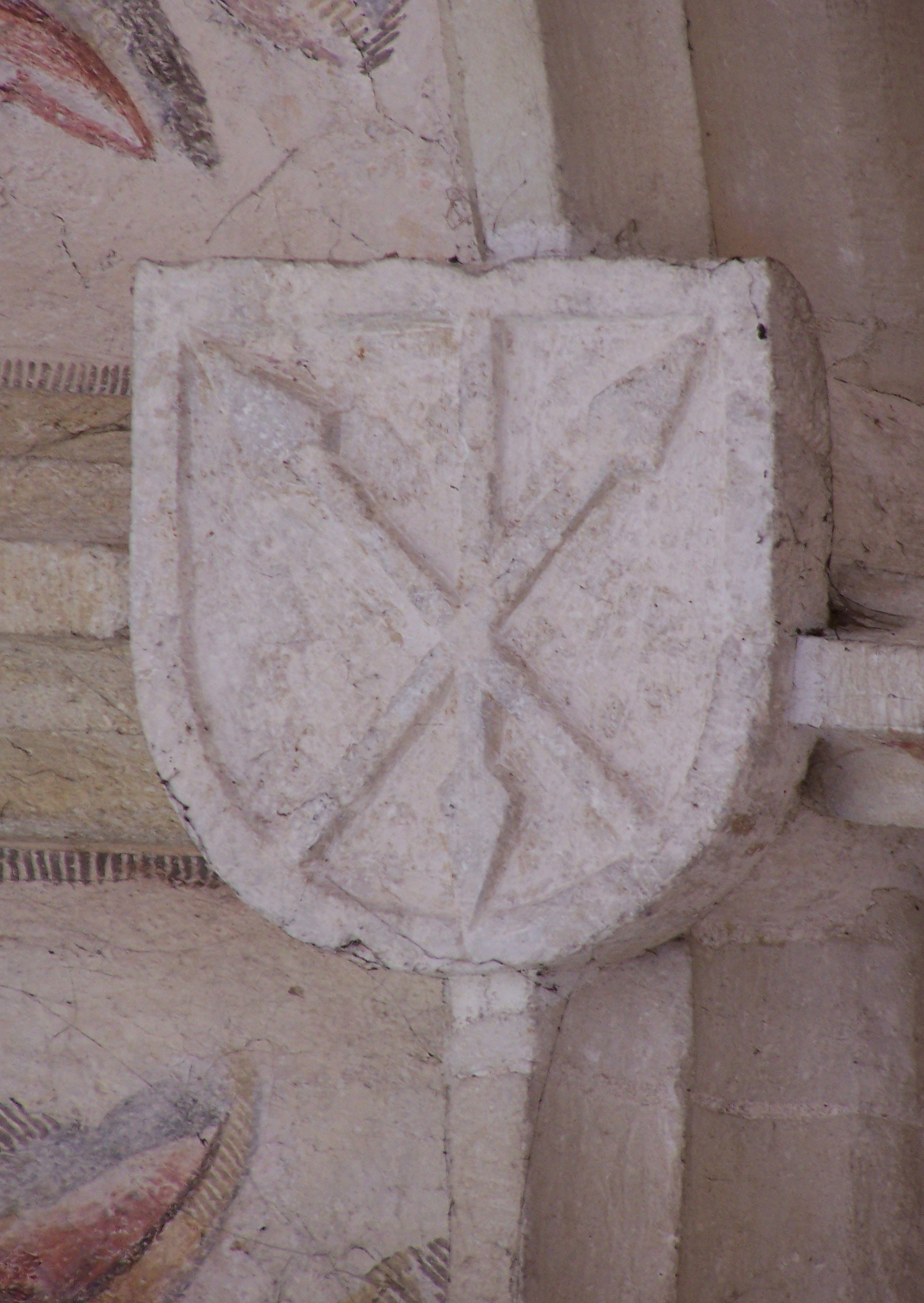
Jelita na zworniku sklepienia krużganka w opactwie w Tyńcu
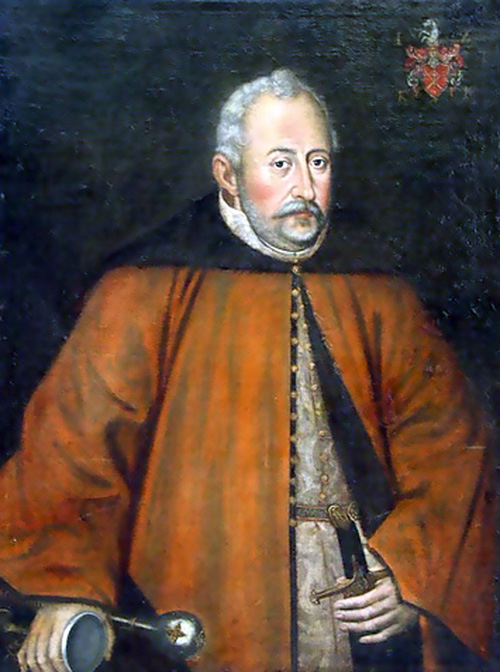
Portret Jana Zamoyskiego z herbem Jelita
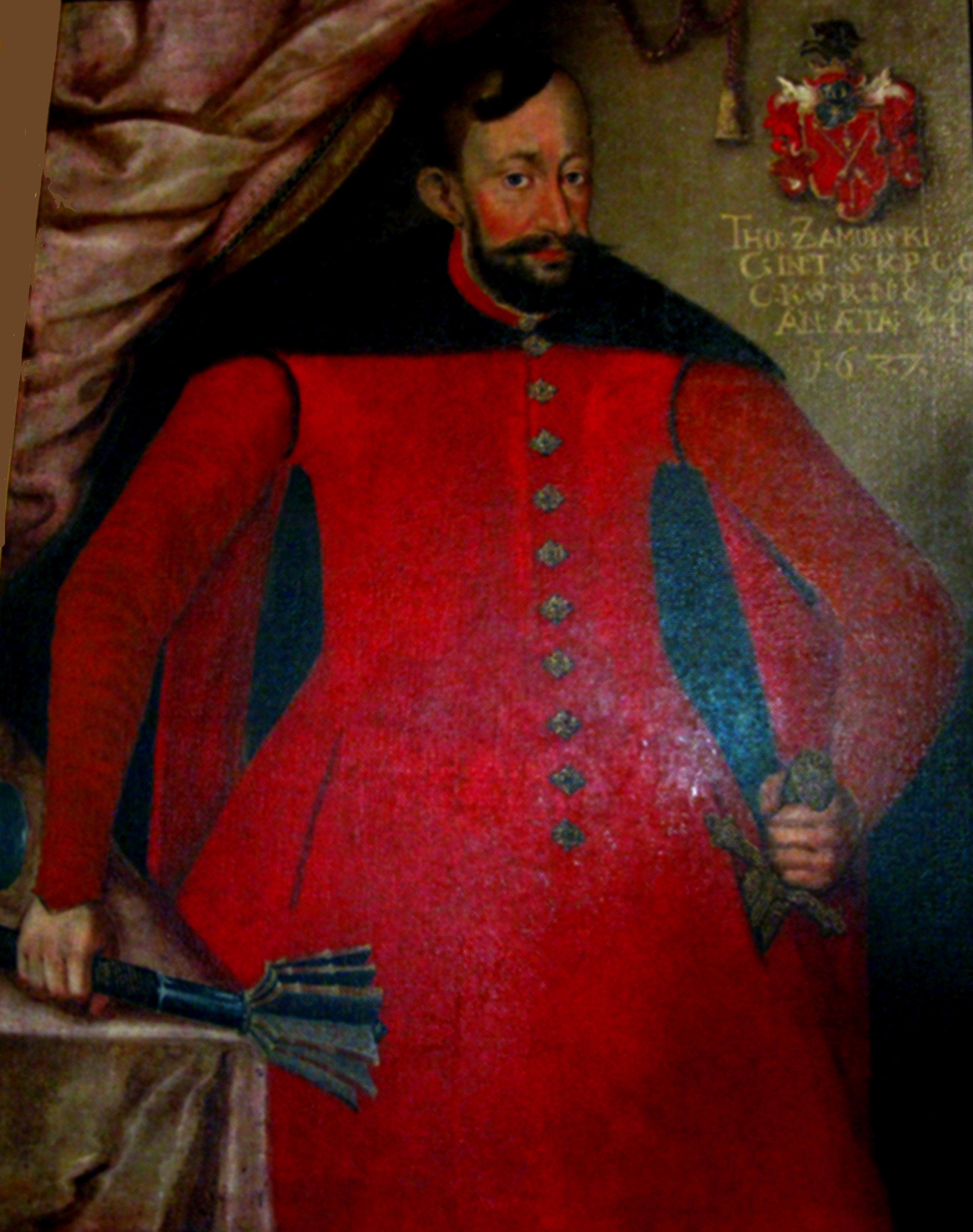
Portret Tomasza Zamoyskiego z herbem Jelita